# Athlétisme aux Jeux olympiques de 1900
Pour des articles plus généraux, voir Jeux olympiques de 1900 et Athlétisme aux Jeux olympiques.
Navigation
Les épreuves d’athlétisme des Jeux olympiques de 1900 se sont déroulés les 14, 15, 16, 19 et 22 juillet 1900. Les 23 disciplines au programme se disputent à la Croix-Catelan, à Paris.

## Participants
117 athlètes issus de 15 nations participent aux compétitions.
| - Allemagne (6) - Australie (1) - Autriche (1) - Bohême (4) - Canada (2) - Danemark (4) - États-Unis (43) - France (23) |  | - Grande-Bretagne (9) - Grèce (2) - Hongrie (9) - Inde britannique (1) - Italie (2) - Norvège (2) - Suède (8) |

## Résultats
| Épreuves | Or                                                                                       | Argent                                                                                      | Bronze                              |
| 60 m détails | Alvin Kraenzlein (USA) 7 s 0 (WR)                                                        | Walter Tewksbury (USA) 7 s 1                                                                | Stan Rowley (AUS) 7 s 2             |
| 100 m détails | Frank Jarvis (USA) 11 s 0                                                                | Walter Tewksbury (USA) 11 s 1                                                               | Stan Rowley (AUS) 11 s 2            |
| 200 m détails | Walter Tewksbury (USA) 22 s 2 (OR)                                                       | Norman Pritchard (IND) 22 s 6                                                               | Stan Rowley (AUS) 22 s 7            |
| 400 m détails | Maxie Long (USA) 49 s 4 (OR)                                                             | William Holland (USA) 49 s 9                                                                | Ernst Schultz (DEN) 51 s 5          |
| 800 m détails | Alfred Tysoe (GBR) 2 min 1 s 2                                                           | John Cregan (USA) 2 min 1 s 6                                                               | David Hall (USA) 2 min 2 s 5        |
| 1 500 m détails | Charles Bennett (GBR) 4 min 6 s 2 (OR)                                                   | Henri Deloge (FRA) 4 min 6 s 6                                                              | John Bray (USA) 4 min 9 s 0         |
| Marathon détails | Michel Théato (LUX) 2 h 59 min 45 s                                                      | Émile Champion (FRA) 3 h 04 min 17 s                                                        | Ernst Fast (SWE) 3 h 37 min 14 s    |
| 110 m haies détails | Alvin Kraenzlein (USA) 15 s 4 (OR)                                                       | John McLean (USA) 15 s 8                                                                    | Frederick Moloney (USA) 15 s 9      |
| 200 m haies | Alvin Kraenzlein (USA) 25 s 4 (OR)                                                       | Norman Pritchard (IND) 26 s 6                                                               | Walter Tewksbury (USA) 26 s 9       |
| 400 m haies détails | Walter Tewksbury (USA) 57 s 6                                                            | Henri Tauzin (FRA) 58 s 1                                                                   | George Orton (CAN) 58 s 9           |
| 2 500 m steeple détails | George Orton (CAN) 7 min 34 s 4                                                          | Sidney Robinson (GBR) 7 min 35 s 2                                                          | Jean Chastanié (FRA) 7 min 44 s 0   |
| 4 000 m steeple détails | John Rimmer (GBR) 12 min 58 s 4                                                          | Charles Bennett (GBR) 12 min 58 s 6                                                         | Sidney Robinson (GBR) 12 min 58 s 8 |
| 5 000 mètres par équipes détails | Équipe mixte Charles Bennett John Rimmer Sidney Robinson Alfred Tysoe Stan Rowley 26 pts | France Henri Deloge Gaston Ragueneau Jean Chastanié André Castanet Albert Champoudry 29 pts |                                     |
| Saut en longueur détails | Alvin Kraenzlein (USA) 7,18 m (OR)                                                       | Meyer Prinstein (USA) 7,17 m                                                                | Patrick Leahy (GBR) 6,95 m          |
| Triple saut détails | Meyer Prinstein (USA) 14,47 m (OR)                                                       | James Connolly (USA) 13,97 m                                                                | Lewis Sheldon (USA) 13,64 m         |
| Saut en hauteur détails | Irving Baxter (USA) 1,90 m (OR)                                                          | Patrick Leahy (GBR) 1,78 m                                                                  | Lajos Gönczy (HUN) 1,75 m           |
| Saut à la perche détails | Irving Baxter (USA) 3,30 m (OR)                                                          | Meredith Colket (USA) 3,25 m                                                                | Carl Albert Andersen (NOR) 3,20 m   |
| Saut en longueur sans élan détails | Ray Ewry (USA) 3,21 m (OR)                                                               | Irving Baxter (USA) 3,13 m                                                                  | Émile Torchebœuf (FRA) 3,03 m       |
| Triple saut sans élan détails | Ray Ewry (USA) 10,58 m (OR)                                                              | Irving Baxter (USA) 9,95 m                                                                  | Robert Garrett (USA) 9,50 m         |
| Saut en hauteur sans élan détails | Ray Ewry (USA) 1,65 m (WR)                                                               | Irving Baxter (USA) 1,525 m                                                                 | Lewis Sheldon (USA) 1,50 m          |
| Lancer du poids détails | Richard Sheldon (USA) 14,10 m (OR)                                                       | Josiah McCracken (USA) 12,85 m                                                              | Robert Garrett (USA) 12,35 m        |
| Lancer du disque détails | Rudolf Bauer (HUN) 36,04 m                                                               | František Janda-Suk (BOH) 35,25 m                                                           | Richard Sheldon (USA) 34,60 m       |
| Lancer du marteau détails | John Flanagan (USA) 51,01 m (OR)                                                         | Truxton Hare (USA) 46,25 m                                                                  | Josiah McCracken (USA) 44,50 m      |
| Records et Performances - AR : Record continental (area record) - CR : Record des championnats (championship record) - MR : Record du meeting (meet record) - NR : Record national (national record) - OR : Record olympique (olympic record) - PR : Record paralympique (paralympic record) - PB : Record personnel (personal best) - SB : Meilleure performance personnelle de la saison (season's best) - WL : Meilleure performance mondiale de l'année (world leader) - WJR : Record du monde junior (world junior record) - WR : Record du monde (world record) Circonstances et Conditions - DNF : N'a pas terminé (did not finish) - DNS : N'a pas pris le départ (did not start) - DQ : Disqualification (disqualification) - NM : Aucun essai valable enregistré (No Mark) - Q : Qualifié « directement » au prochain tour (ou à la prochaine compétition), lors d'une compétition majeure, grâce au classement ou à la réalisation des minima (automatic qualifier) - q : Qualifié au prochain tour (ou à la prochaine compétition), lors d'une compétition majeure, grâce au repêchage ou à la réalisation de l'une des meilleures performances parmi celles des « non qualifiés directement » (grâce au meilleur temps ou à la meilleure distance par exemple) (secondary qualifier) |                                                                                          |                                                                                             |                                     |

## Tableau des médailles

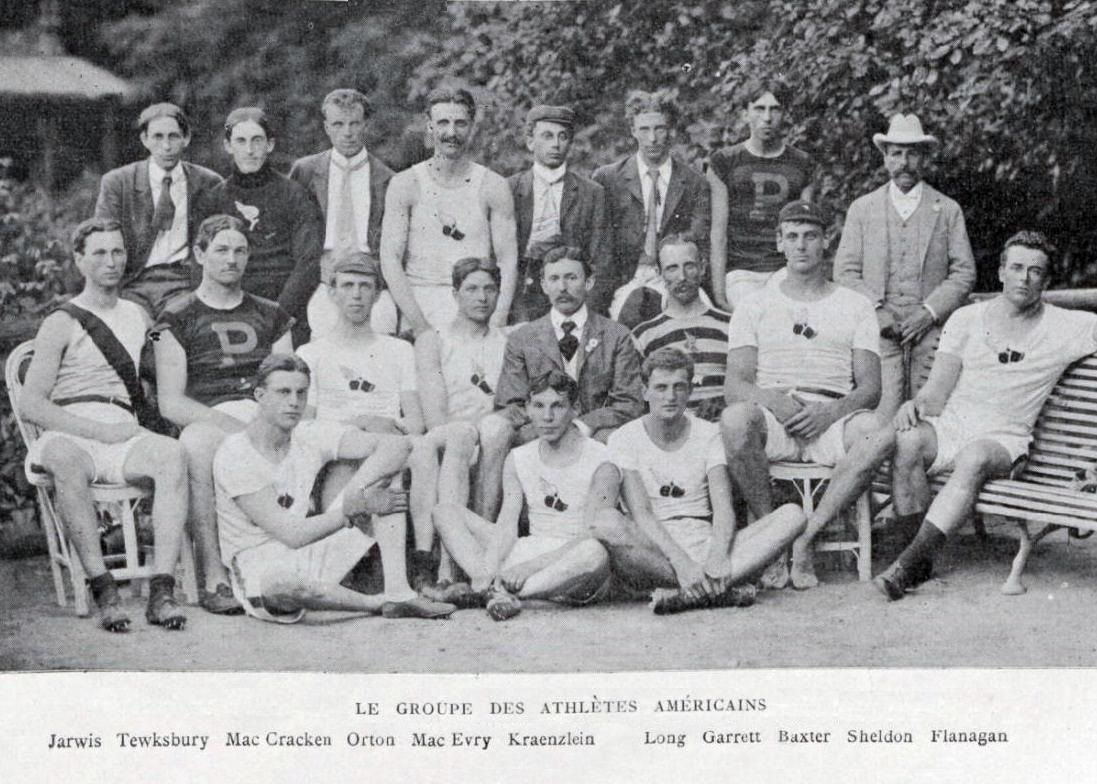
La délégation américaine d'athlétisme, aux Jeux Olympiques de 1900.

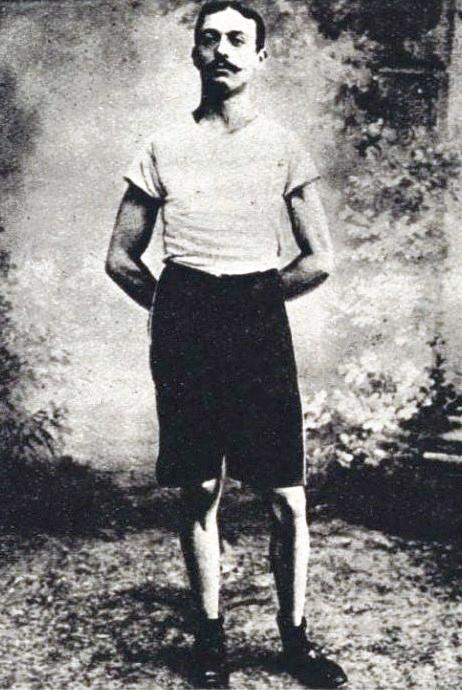
Henri Deloge obtient deux médailles pour la France, ainsi que Chastanié.

| Rang | Nation           | Or | Argent | Bronze | Total |
| ---- | ---------------- | -- | ------ | ------ | ----- |
| 1    | États-Unis       | 16 | 13     | 10     | 39    |
| 2    | Grande-Bretagne  | 3  | 3      | 2      | 8     |
| 3    | Canada           | 1  | 0      | 1      | 2     |
| 3    | Hongrie          | 1  | 0      | 1      | 2     |
| 5    | Luxembourg       | 1  | 0      | 0      | 1     |
| 5    | Équipe mixte     | 1  | 0      | 0      | 1     |
| 7    | France           | 0  | 4      | 2      | 6     |
| 8    | Inde britannique | 0  | 2      | 0      | 2     |
| 9    | Bohême           | 0  | 1      | 0      | 1     |
| 10   | Australie        | 0  | 0      | 3      | 3     |
| 11   | Suède            | 0  | 0      | 1      | 1     |
| 11   | Danemark         | 0  | 0      | 1      | 1     |
| 11   | Norvège          | 0  | 0      | 1      | 1     |